# Кампотоне (Мачерата)
Кампотоне (итал. Campottone) насеље је у Италији у округу Мачерата, региону Марке.
Према процени из 2011. у насељу је живело 40 становника. Насеље се налази на надморској висини од 550 м.